# دافني كاروانا غاليزيا
دافني كاروانا غاليزيا (بالمالطية: Daphne Caruana Galizia)‏ (26 أغسطس 1964 - 16 أكتوبر 2017 في مالطا)، صحفية استقصائية ومدونة مالطية. أسهمت بكفاءة في كشف الفضائح السابقة في مالطا، والمعروفة بوثائق بنما. مما أدى لمقتلها أمام منزلها بعد انفجار سيارة مفخخة في 16 أكتوبر 2017.في أبريل 2018، أصدر اتحاد يضم 45 صحفيًا دوليًا «مشروع دافني»، وهو تعاون لإكمال عملها التحقيقي

## مسيرتها العملية
بدأت دافني حياتها في الصحافة ككاتبة عامود في صحيفة «صنداي تايمز» التي تصدر من مالطا عام 1987. انتقلت بعدها لصحيفة «ذا مالطا إندبندنت» وأصبحت محررة مساعدة فيها. أخيراً نشرت كتاباتها كمدونة عبر الإنترنت باسم "Running Commentary"، ووصل عدد متابيعيها لأكثر من 400 ألف شخص.
وضع اسم دافني في قائمة «بوليتيكو» سنة 2016 لأكثر 28 شخص يؤثرون في أوروبا، ووصفت بوليتيكو دافني بـ«ويكيليكس المرأة الواحدة» و«المدونة الغاضبة». اتهمت الصحافية كلٌ من زوجة رئيس الوزراء "ميشيل موسكات" والوزير "كونراد ميزي"، ومسؤول موظفي رئيس الوزراء جوزيف موسكات «كيث ستشيمبري».

## وصلات خارجية
- الموقع الرسمي